# TERZO
TERZO（テルッツォ）は、PIAA株式会社のカーキャリアブランド。日本国内ではThule・INNOと並ぶ3大カーキャリアブランドの一つ。

## 概要
自動車用ランプなどで知られるPIAAが手掛けるカーキャリアのブランドである。TERZOを「テルゾー」または「ターゾー」と読まれることが多く、正確に呼ばれることが少ないのも特徴のひとつ。
映画『私をスキーに連れてって』（1987年公開）以降のスキーブームにより販売を拡大。特に背面キャリアと呼ばれるシステムキャリアのアタッチメントが事実上TERZOの独占状態となる。1990年代にはイメージキャラクターとしてアルペンスキー選手のアルベルト・トンバを起用していた。しかし、その後のスキー・スノーボード人口の減少や、人気商品であった背面キャリアがバックソナー装置やバックカメラの妨げとなるなどの要因からやや下降気味となる。
近年はルーフボックス（高さが変えられる「ローライダーシリーズ」など）にも力を入れるなど新たな商品展開もみせている。ベースキャリアの主要部品のひとつ「バー」が他の2社とサイズが異なり（TERZOのみ31×21mm）互換性に乏しい。
ホンダの純正キャリア「TYPUS」としてOEM供給している。

## 年表
- 2002年 - ローライダーシリーズ発売開始
- 2005年 - ビックライダーシリーズ発売開始